# Hermann Jónasson
Hermann Jónasson (født 25. december 1896, død 22. januar 1976) var en islandsk jurist, embedsmand og politiker, der var Islands statsminister i to omgange. Jónasson repræsenterede Framsóknarflokkurinn og var statsminister første gang fra 28. juli 1934 til 16. maj 1942 under Kongeriget Island, og anden gang fra 24. juli 1956 til 23. december 1958 under republikken.
Hermann Jónasson tog studentereksamen (stúdentspróf) 1920 fra Menntaskólinn í Reykjavík, derefter studerede han retsvidenskab ved Háskóli Íslands og bestod juridisk embedseksamen i 1924. Efterfølgende indledte han en karriere som embedsmand, og gik siden ind i politik.

## Familie
Hermann var søn af Jónas Jónsson, bonde og tømrer, og Pálína Guðný Björnsdóttir. Han blev gift med Vigdís Oddný Steingrímsdóttir (født 4. oktober 1896, død 2. november 1976). De fik døtrene Herdís (1927) og Pálína (1929), samt sønnen Steingrímur Hermannsson (1928), der blev islandsk statsminister i 1980-erne og var far til grundlæggeren af Lys Fremtid Guðmundur Steingrímsson.